# Craugastor rostralis
Craugastor rostralis är en groddjursart som först beskrevs av Werner 1896.  Craugastor rostralis ingår i släktet Craugastor och familjen Craugastoridae. IUCN kategoriserar arten globalt som nära hotad. Inga underarter finns listade i Catalogue of Life.